# Сергій Головачов
Сергій Головачов — український письменник, автор низки художніх творів, що працює у жанрах сучасної літератури, містики і жахів, з особливою увагою до містичної київської давнини, зокрема пов'язаної з феноменом «Лисої гори».

## Біографія
Народився 17 червня 1957 року в сім'ї військовослужбовця, в Румунії, в місті Арад, що розташоване в історичній області Крішані неподалік від замку графа Дракули. Дитинство своє Сергій провів у Німеччині, в місті Галле, на річці Заале, неподалік від гори Брокен, тієї самої, на яку в Вальпургієву ніч злітаються відьми зі всієї Європи. І, мабуть, не випадково тому доля закинула його потім до Києва, де він і провів свої молоді роки, оселившись на лівому березі міста якраз навпроти Лисої гори.
Після закінчення Київського державного інституту іноземних мов працював учителем англійської та перекладачем німецької мови, а також нічним сторожем, щоб було достатньо часу для написання романів. Зрозумівши, що йому не вистачає книжкових знань і щоб в робочий час читати необхідну літературу, він влаштувався бібліотекарем у Державну історичну бібліотеку, розташовану на території Києво-печерської лаври. Захопившись драматургією, і щоб зсередини зрозуміти мистецтво театру, він перейшов потім як машиніст сцени на роботу до Київського театру драми і комедії на Лівому березі. Після цього його захопило мистецтво кіно, і він багато років займався дубляжем зарубіжних фільмів на кінофестивалі «Молодість». Крім того, як актор він знявся в епізодичних ролях у фільмах «Полювання на вервольфа» і «Балада про бомбера», а також був синхронним перекладачем для німецьких акторів на зйомках багатьох художніх фільмів.
Публікуватися Сергій Головачов почав досить пізно, вже після сорока п'яти років. Перша друкована публікація — дитяча повість-казка «Коли оживають статуї» — з'явилася в українському перекладі в літературному журналі «Київська Русь» під псевдонімом Сергій Черниш в книзі 9-10 за 2009 рік. Пізніше ця повість була опублікована також в збірці оповідань переможців ІІІ міжнародного конкурсу «Гоголь-фентезі» імені Рудого Панька.

### Серія «Лиса Гора Дівоча»
- «Лиса гора» (рос. «Лысая гора»)
- «Дим небес» (рос. «Дым небес»)

### Жанр «Жахи і містика»
- «Прийди і побач» (рос. «Приди и узри»)
- «Страшний Суд. Апокаліпсис наших днів» (рос. «Страшный Суд. Апокалипсис наших дней»)
- «Напій богів» (рос. «Напиток богов»)

### Жанр «Книги для дітей»
- «Київський Змій» (рос. «Киевский Змей»)
- «Живі статуї» (рос. «Живые статуи»)

### Жанр «Любовный роман»
- «Love tour» (укр. «Любовна подорож»)

## «Лиса гора»
Ідея створення роману «Лиса Гора» вперше виникла у автора у 2010 році після екскурсії на гору напередодні Вальпургієвої ночі. Саме в ту ніч був по-звірячому вбитий студент Київського університету, один з прихильників творчості Лади Лузіної. Спочатку ідея була реалізована у формі сценарію фільму жахів, потім сценарій був перетворений в путівник по Лисій Горі, але він так швидко розростався в своїх обсягах, що незабаром перетворився в роман «Лиса гора Дівоча». Одним з персонажів став прообраз самої Лади Лузіної. Прототипом вічного гіда з'явився в книзі Ігор Мехеда, він же маг Раокріом. Прототипом відун'ї Живи стала київська відьма Юліанна Колдовко [Архівовано 25 березня 2022 у Wayback Machine.].

### Передмова, напуття, цитати
З передмови автора: «В основі цієї диявольськи-божественної фантасмагорії лежать справжні події, що відбулися на Лисій горі напередодні Першотравня кілька років тому.»
З напуття гіда: «Колись сама назва цієї гори приводила людей в жах. Тепер же вона стала настільки звичною і поширеною, що за звання головної Лисої Гори борються в Києві, щонайменше, тринадцять лисих гір. Можна тільки уявити собі, скільки відьом знаходиться в нашому славному місті, і як нелегко їм визначитися з вибором місця для шабашу.» ().
З уривків:
|  | Вони виходять з підземного переходу і опиняються на автовокзалі «Видубичі». Подібні вивіски висять також і на двох залізничних станціях, розташованих попереду і праворуч звідси. Опинившись на перехресті доріг, місце це являє собою жвавий пересадочний вузол. Чорнобородий здивовано озирається: численні кіоски і піднесені над ними естакади автомобільної розв'язки закривають собою весь горизонт. — І де ж вона, ця Лиса? — запитує він. — Звідси не видно, — відповідає Жива. — А навіщо вам туди? — дивується Майя. — Треба, дівчата, дуже треба. |

Одним із найкращих анонсів є згаданий в рецензії парад персонажів: «У „Лисій горі“, здається, діють усі маргінали, які тільки можуть бути в Україні: два кумедні наркомани з дивними прізвиськами — Дімон-А та О´Дімон, десяток банальних алкоголіків, толкіністи і сатаністи, згаданий Великий інквізитор (по факту — псих, що втік з лікарні), дві милі відьмочки та навіть скінхеди-неоязичники, які збираються очистити Лису гору від сміття, ментального і матеріального.» І далі: «І в цьому контексті „Лиса гора“, безумовно, ніяка не містика і не фентезі, а симпатична їдка сатира, майстерний стьоб, що відображає і знищує український Zeitgeist.»

### Оцінки, визнання, поширення
2011 року роман «Лиса гора Дівоча» потрапив до лонг-листу Всеукраїнського конкурсу молодих письменників «Активація Слова» у номінації до 45 років, організованого журналом «Радуга».
У 2012 році роман був переписаний заново і розділений на дві окремі книги «Лиса Гора» і «Дим Небес».
2013 року вийшла рецензія на «Лису Гору», яка була опублікована Платоном Беседіним на сайті Часкор  та на сайті Буквоїд. З рецензії: «Після прочитання нової книги Сергія Головачова „Лиса гора“ гостям та мешканцям Києва варто, або переїхати в інше місто, де спокійніше, або ознайомитись з езотеричною літературою, подивитися відповідні фільми, звернутися до досвідчених людей — взагалі, максимально підготуватися перед зустріччю з різноманітною нечистю, якою, виявляється, кишить українська столиця. Головна ж інфернальна концентрація спостерігається на Лисій горі, де напередодні Травневої ночі розгортаються містичні події роману, що вийшов у фінал національного конкурсу „Активація слова“.»
Роман «Лиса гора» набув значного поширення в інтернеті і представлений на багатьох сайтах у різноманітних форматах для електронних книг (наприклад, на сайті bookland.com).
В березні 2016 року у видавництві «Каяла» вийшло у світ перше друковане видання «Лисої Гори». Презентація його відбулася в музеї Михайла Булгакова на вулиці Андріївський узвіз, 13. Друге, доповнене і перероблене видання вийшло з друку наприкінці того ж року і було представлено у центральної книгарні міста «Сяйво книги». Модерував презентацію Андрій Курков. Третє повне видання «Лисої Гори» вийшло з друку в травні 2017 року. В серпні 2017 у видавництві «Алетейя» вийшло друком перше закордонне видання «Лисої Гори»
В липні 2018 року на UATV видбувся показ книжкового тв-шоу «Палітурка» за участю автора

## Липовий роман "Love Tour"
Вперше роман «Love tour» був опублікований в «Сетевой словесности» в 2005 році під псевдонімом Сергій Юндін. Вдруге він був виданий видавництвом "Каяла" на початку 2019 року. 15 лютого в арт-літ салоні Бриколаж відбулася  презентація роману, присвячена дню всіх закоханих. Про особливості роману автор розповів у передачі "Точка зору" на каналі І-UA-TV Між іншим він зазначив, що це пілотний проект, повна версія якого вийде трохи згодом. Написаний в манері магічного реалізму, Love Tour - роман не тільки утопічний, но і комічний.
За сюжетом, агентство "Love Tour" відправляє групу відомих українських літераторів в любовну подорож до заповідника кохання у Закарпатті. Мета у цій магічній подорожі одна – щоб їх серця, запалені ворожнечею, сповнилися любов'ю, нетерпимість один до одного переросла в милосердя, а ненависть до ближнього змінилася співчуттям до нього. Утім, поки це станеться, читач стає свідком суцільних розборок в компанії яскравих представників сучукрліту, які, звісно, фігурують під псевдонімами, але розпізнати реальних персонажів зовсім  не складно. Тут і "виршеплет Серж" (Сергій Жадан), і "графоман Кока" (Андрій Кокотюха), і "безжалостная стерва Карма" (Ірена Карпа). Всі вони потрапляють одночасно до астрологічного досьє, в авантюрну пригоду і творчо-любовну халепу, що їм, як зіркам не завжди до вподоби.
Роман привернув увагу багатьох критиків, які одностайно назвали його скандальним та епатажним. Так, Ігор Бондар-Терещенко в рецензії "Липовий роман про сучукрліт" вважає цей роман суцільной пародією або памфлетом.
А улюблена критикеса Тетяна Трофименко робить так, як і весь український народ: якщо хтось похвалить чи, навпаки, хайпоне* − значить, треба брати. 
Андрій Чернецов  вважає, що "дванадцять портретів сучасних діячів вітчизняної літератури описані трохи шаржовано, однак без перегинів. С. Головачов мило, по-дружньому жартує над ними, зробивши основний акцент на найбільш показових для творчості кожного елементах".

У жовтні 2021 року вийшло з друку друге, доповнене та перероблене видання під назвою "Липовий літопис Love Tour". Справжнім автором його виявився Сергій Літописец.